# Circuito Brasileiro de Voleibol de Praia Feminino Sub-19 de 2018
O Circuito Brasileiro de Voleibol de Praia Sub-19 de 2018, também chamado de Circuito Banco do Brasil de Vôlei de Praia Sub-19, é a décima quinta edição da principal competição nacional de Vôlei de Praia na categoria Sub-19 na variante feminina, iniciado em 8 de março de 2018.

## Resultados

### Circuito Sub-19
| Evento                                                          | Ouro                                         | Prata                                        | Bronze                          | Quarto lugar                    |
| 1ª Etapa Maceió, Alagoas 8 a 11 de março de 2018.               | Mayara Lamin "May" Duda Girotto              | Maria Clara Carvalhaes Anna Beatriz Ferreira | Aninha Santos Carol Gomes       | Thainara Mylena Mayara Azevedo  |
| 2ª Etapa Maringá, Paraná 4 a 7 de junho de 2018.                | Maria Clara Carvalhaes Anna Beatriz Ferreira | Aninha Santos Carol Gomes                    | Mayara Lamin "May" Duda Girotto | Carol Paiva Gabriella Vaz       |
| 3ª Etapa Vila Velha, Espírito Santo 18 a 21 de outubro de 2018. | Blenda Ribeiro Thâmela Coradello             | Giovanna Azevedo Giovanna Bello              | Thainara Mylena Millena de Lima | Mayara Lamin "May" Duda Girotto |